# トキハインダストリー

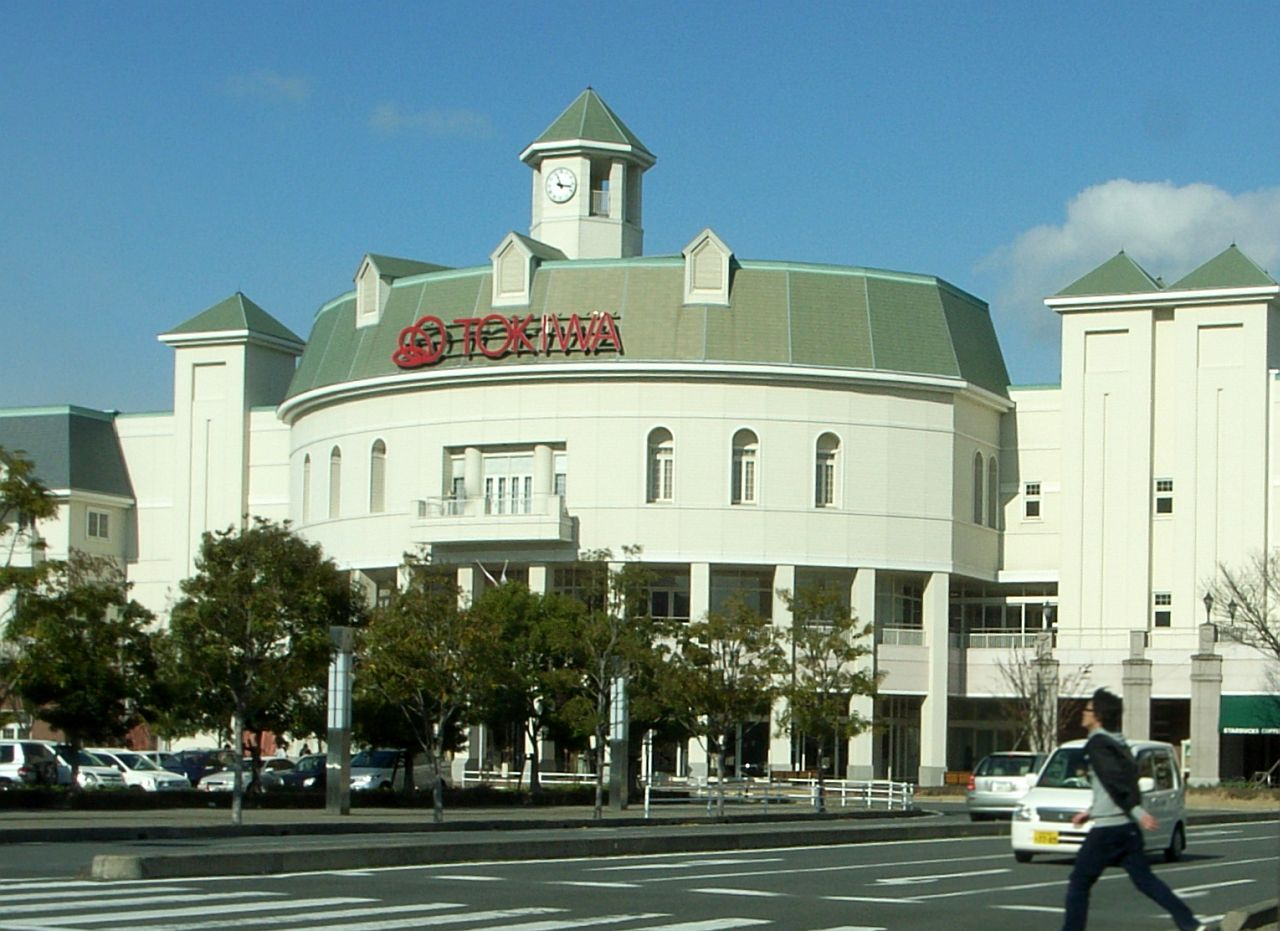
わさだ店が出店するトキハわさだタウン

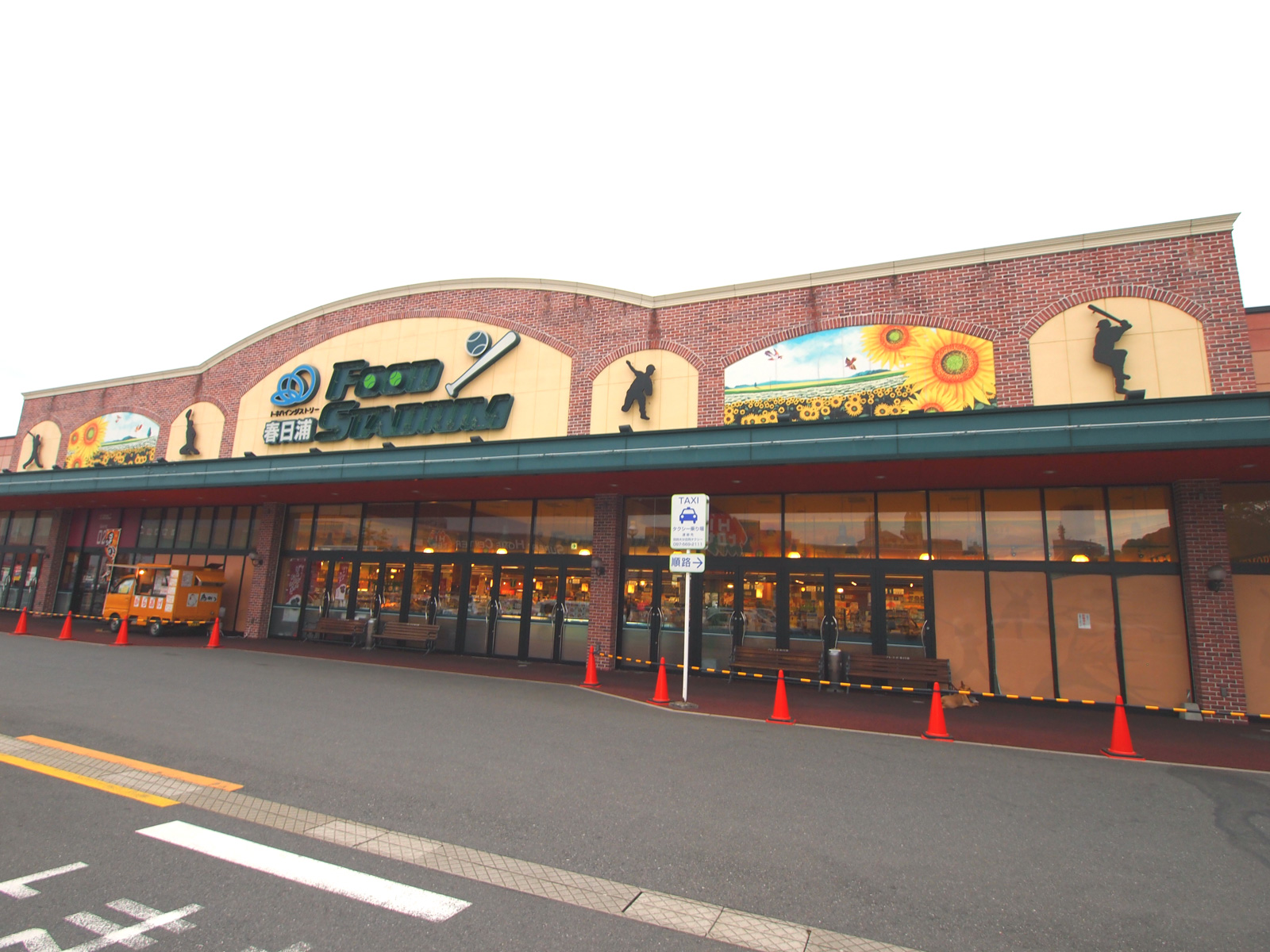
春日浦フードスタジアム

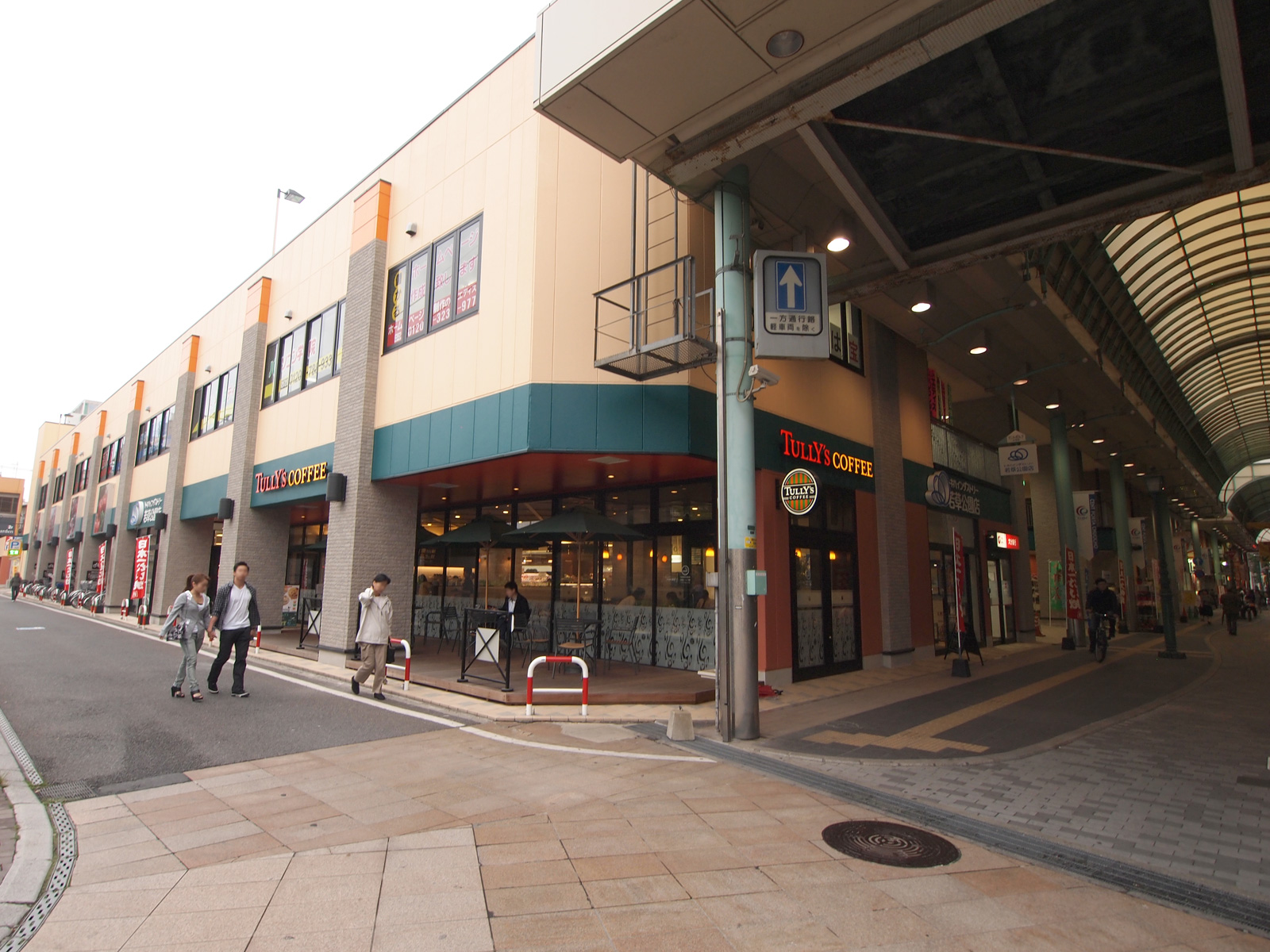
若草公園店

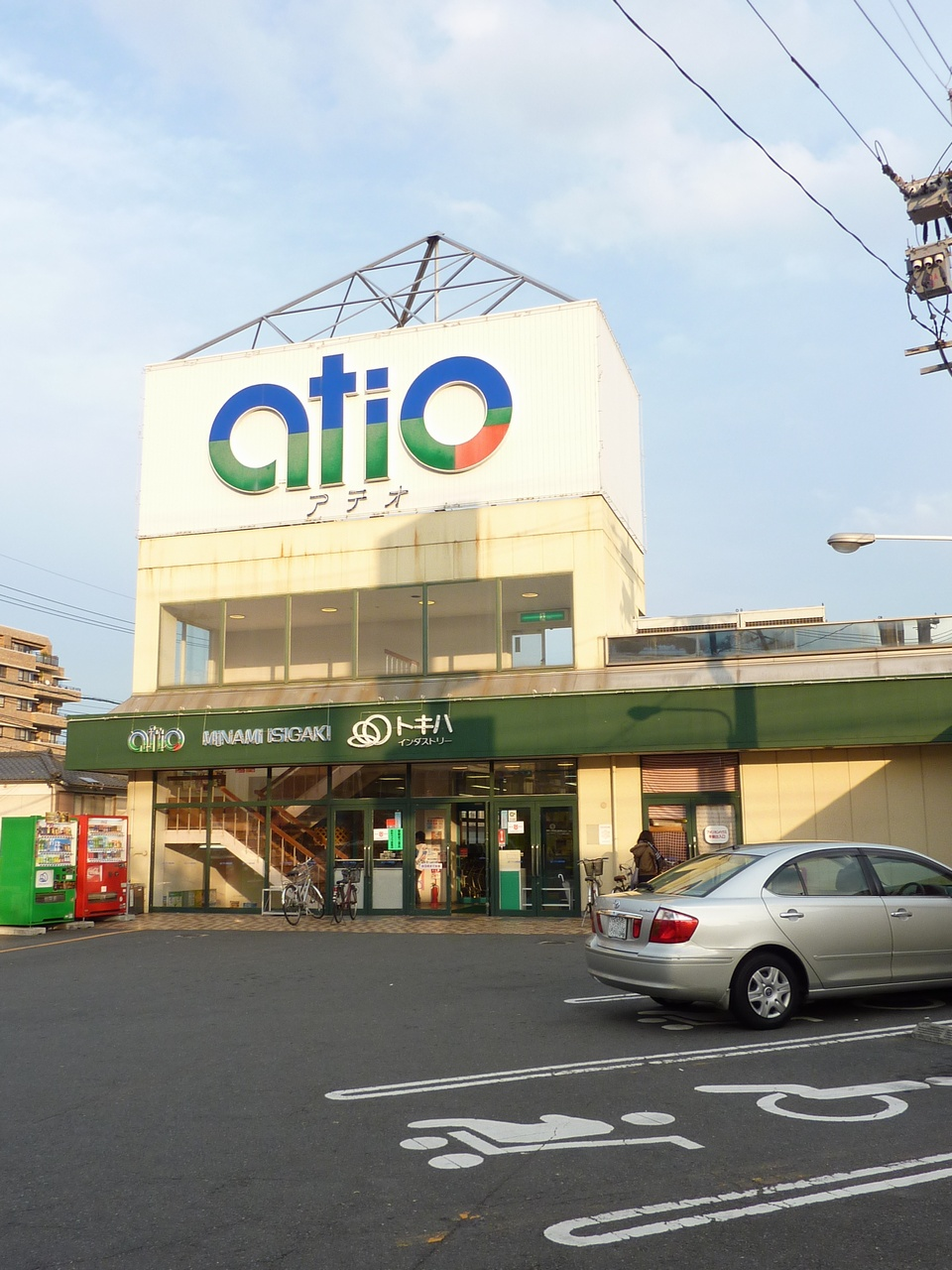
アテオ南石垣店

株式会社トキハインダストリー（ときわいんだすとりー）は、大分県大分市に本社を置き、大分県内でスーパーマーケットチェーン｢トキハインダストリー｣及び「アテオ」を展開する企業。オール日本スーパーマーケット協会(AJS)加盟。

## 概要
大分市、別府市に百貨店を構える株式会社トキハにより、消費者のニーズに応じた経営の多角化の一環として1970年（昭和45年）3月に設立された関連会社である。
大分臨海工業地帯への企業進出などによる人口増にともなって、1970年代に大分市郊外で開発された住宅団地をはじめ、大分県下一円に総合スーパーのトキハインダストリー、大分市、別府市郊外に食品スーパーのアテオなどを出店している。
旗艦店は、大分県有数の住宅団地である明野団地に位置するあけのアクロスタウンで、本社も同店の所在地に置かれている。
コーポレートスローガンは「安心と健康は私たちの願いです」。

## 沿革
- 1970年（昭和45年）
  - 3月 - 株式会社トキハインダストリー設立。第1号店アイマート開店[1]。
  - 4月 - トキハ（現本店）内にグリーンマート開店[1]。
  - 12月 - 明野店、プレハブ仮店舗で[要出典]営業開始。
- 1971年（昭和46年）10月 - 明野センター開店[1]。
- 1977年（昭和52年）4月 - 県北部初出店、宇佐四日市店、豊後高田店開店[1]。
- 1981年（昭和56年）5月 - 県南部初出店、三重センター（現三重町店）開店[1]。
- 1982年（昭和57年）11月 - 県西部初出店、玖珠センター[注 1]開店[1]。
- 1988年（昭和63年）11月 - 明野センター増床[1]。明野センターアクロスに改称。[要出典]
- 1990年（平成2年） 5月 - 株式会社アテオ分社[1]。
- 1991年（平成3年）11月 - アテオ第1号店となるアテオ石垣店開店[1]。
- 1995年（平成7年）12月 - 株式会アテオを合併[1]。
- 1998年（平成10年）10月 - 佐伯店開店[1]。明野センターアクロス改装まで同社最大規模の店舗であった。[要出典]
- 2000年（平成12年）12月 - トキハわさだタウンに準核店舗としてわさだタウンスーパーマーケット開店[1]。
- 2005年（平成17年）10月 - トキハ別府店の地階食品売場の半床をトキハ別府店フードキッチンとして改装開店。[要出典]
- 2006年（平成18年）4月 - 明野センターアクロス増床。あけのアクロスタウンに改称[1]。
- 2007年（平成19年）4月 - フレスポ春日浦に核店舗として春日浦フードスタジアム開店[1]。
- 2010年（平成22年）10月 - 大分サティ跡地に若草公園店開店[1]。
- 2013年（平成25年）9月1日 - トキハと共同で新たなポイントサービス"TOKIPO"導入。それに伴う電子マネー"RUCCHA!"（ルッチャ）の導入を各店舗で10月にかけ順次開始[5]。
- 2014年（平成26年）
  - 8月27日 - アテオ上人店が閉店[6]。
  - 6月 - 下郡店を改装 - 外装を全面リニューアルし、新惣菜テナントを導入。[要出典]
  - 9月10日 - トキハインダストリー豊後高田店を全面リニューアルし、内外装とテナントを一新[7]。
- 2015年（平成27年）
  - 3月 - 三重店（旧称アクロプラザ三重）全面リニューアルし開店。[要出典]
  - 6月1日 - 日出町暘谷駅前の日出高校跡地に開発された複合商業施設BiVi日出にトキハインダストリー日出町店が出店[8][9]。
  - 12月3日 - あけのアクロスタウンが改装オープン。[要出典]
- 2017年（平成29年）
  - 3月 - 岩田町店を閉店。[要出典]
  - 6月 - 中津店をフレスポ中津北内に開店。[要出典]
  - 9月 - わさだタウンスーパーマーケットを全面リニューアル。[要出典]
- 2019年（令和元年）7月 - 南大分センターを建て直しし、「南大分店」として縮小、全面リニューアル。[要出典]
  - 富士見ケ丘店を改装
- 2020年4月　佐伯店を改装　テナントとしておもちゃのペリカン、ダイソーが開店。

## 店舗
全23店舗。閉鎖した店舗も含め全て大分県内に所在。2017年6月現在、国東市、姫島村、臼杵市、津久見市、竹田市、由布市、杵築市、九重町および日田市には店舗が存在しない。このうち、日田市では日田岩田屋跡地への進出が計画されていた（詳細は当該項目を参照）。また、竹田市では豊後大野市、大分市とともに、同じAJS系列のスーパー「フレイン」が店舗を展開している。
トキハインダストリー店とアテオ店では、売り出し時期や内容が異なる。一例として、食料品が10%割引される売出日は前者が20・21日、後者は5・15・25日に設定されている。

### トキハインダストリー(SC・GMS・SM)
社名と共通のブランドが冠された店舗グループ。総合スーパー業態が主体だが、2000年以降に開店した店舗は全てスーパーマーケット業態である。略称はトキハインダ、インダ。大分合同新聞の記事名等では英字表記である「TOKIWA INDUSTRY」の頭文字からTIと表記される場合がある。
| 店名                           | 形態      | 住所                 | 開業日         | 店舗面積   | 備考                                                   |
| ------------------------------ | --------- | -------------------- | -------------- | ---------- | ------------------------------------------------------ |
| あけのアクロスタウン           | SC        | 大分市明野東         | 1971年10月16日 | 27,708m2   | 本社併設                                               |
| 南大分店                       |           | 大分市田中町         | 2019年7月      | 5,646m2    | 旧南大分センター                                       |
| 富士見が丘店                   | GMS       | 大分市富士見が丘     | 1979年5月      | 2,068m2    |                                                        |
| アムス大在                     | GMS       | 大分市大在浜         | 1995年7月      | 4,200m2    |                                                        |
| わさだタウンスーパーマーケット | SM（Dpt） | 大分市大字玉沢       | 2000年12月2日  | (65,567m2) | トキハわさだタウン1階                                  |
| 春日浦フードスタジアム         | SM（SC）  | 大分市王子北町       | 2007年4月14日  | (14,493m2) | フレスポ春日浦内                                       |
| 若草公園店                     | SM        | 大分市中央町         | 2010年10月25日 | 1,450m2    | 旧大分サティ セントポルタビル1階                       |
| 鶴見園店                       | GMS       | 別府市南立石         | 1996年10月     | 2,125m2    |                                                        |
| 日出町店                       | GMS（SC） | 速見郡日出町裏町     | 2015年6月1日   | 5,500m2    | BiVi日出内                                             |
| 別府フードキッチン             | SM（Dpt） | 別府市北浜           | 2005年10月     | (29,606m2) | トキハ別府店地階                                       |
| 中津店                         | SM（SC）  | 中津市大新田         | 2017年6月      |            | フレスポ中津北内                                       |
| 宇佐四日市店                   | GMS       | 宇佐市四日市         | 1977年4月      | 2,200m2    |                                                        |
| 長洲店                         | GMS       | 宇佐市沖須町         | 1981年7月      | 1,700m2    |                                                        |
| 豊後高田店                     | GMS       | 豊後高田市平和通     | 1977年4月29日  | 3,675m2    |                                                        |
| 玖珠センター                   | GMS       | 玖珠郡玖珠町大字塚脇 | 1982年10月1日  | 7,029m2    |                                                        |
| 三重店                         | GMS       | 豊後大野市三重町市場 | 1981年5月1日   | 5,585m2    | 3Fには2015年11月にベスト電器三重店が移転オープンした。 |
| 佐伯店                         | SC        | 佐伯市大字池田       | 1998年10月10日 | 16,641m2   |                                                        |

1. ↑  旧名：明野センター→明野センターアクロス
2. ↑  仮店舗営業開始は1970年12月
3. ↑  トキハわさだタウン全体としての店舗面積
4. ↑  フレスポ春日浦全体としての店舗面積
5. ↑  トキハ別府店全体としての店舗面積
6. ↑  旧名：アーク長洲店。衣料品取り扱いは一部のみ。
7. ↑  旧名：アイム高田
8. ↑  旧名：三重町センター→アクロプラザ三重

### アテオ(SM)
スーパーマーケット業態の店舗グループ。当初は1990年5月に本体から分社した株式会社アテオが展開していたが、1995年12月にトキハインダストリーと合併している。店名のアテオは英語ではatioと表記し、大分のローマ字表記である“oita”を逆さに綴ったものである。
- アテオ学園台センター（旧名：トキハインダストリー学園台センター） - 大分市東野台[4]。1979年12月仮設店舗開店、1981年12月本店舗開店。
- アテオ下郡店 - 大分市下郡東[4]。1992年12月開店。
- アテオ光吉店 - 大分市大字光吉[4]。1995年8月開店。
- アテオ南明野店（旧名：食新鮮マーケット南明野店←旧寿屋くらし館明野店） - 大分市明野高尾[4]。2002年7月開店。
- アテオ高江店（旧名：食新鮮マーケット高江店←旧寿屋くらし館高江店） - 大分市高江南[4]。2002年7月開店。
- アテオ南石垣店 - 別府市石垣東[4]。1994年12月開店。

### その他
- サンストア - 別府市国立第一 - 「太陽の家」のスーパーマーケット。日配・日用品販売、PB供給、接客指導などで業務提携。1977年6月開店、2011年新築移転。売場面積約950㎡[19]。

### 過去に存在した店舗

#### 大分市
- 西明野店 - 1973年9月開店、2004年3月閉店。解体後、跡地にマンション（パレストステージ明野（施工：多田建設株式会社））が建設された。
- 松ヶ丘センター - 1974年5月開店、2007年閉店。解体後、住宅地に。
- アテオ大在店（旧名：トキハインダストリー大在店） - 1993年11月開店、2007年閉店。→「新鮮市場西大在店」が居抜き出店。→解体後、現在はスシロー大分大在店。大分市角子南2－2−45
- アメニティヒルズ西の台 - 1989年7月開店、2010年閉店。解体後、ローソンに。大分市にじが丘1－13−1
- アテオ明野東店（旧名：トキハインダストリー東明野店） - 1975年6月開店、2011年閉店。解体後、2013年現在、遊休地状態となっている。　大分市明野東2－34－1
- 食新鮮マーケット津留店（旧名：トキハインダストリー津留店） - 1977年6月開店、2011年8月26日閉店。翌月にスーパーコマツ津留店が居抜き出店するも、2013年2月27日閉店。以降空き店舗。大分市花津留1－12－2
- 城南東店 - 1979年9月開店、閉店時期不明。解体後、跡地はエブリワン城南団地店と、複合施設「城南ガーデン」に。大分市永興941−2
- 大空店 - 1973年9月開店、閉店時期不明。解体後、跡地はエブリワン大空団地店→RICストア大空団地店に。大分市大津町3－3−7
- 大道店 - 開店時期、閉店時期不明。解体後、大分駅上野の森口（旧南口）の区画整理地域に。
- アテオ春日店 - 南春日。1974年7月開店、2014年2月25日閉店。旧名トキハインダストリー春日店、食新鮮マーケット春日店。大分市南春日町11−35
- トキハグリーンマート - （トキハ本店内）。1970年4月開店、2014年9月閉店。跡地は九州屋が出店。大分市府内町2－1−4
- アテオ志手椎迫店（旧名：トキハインダストリー志手椎迫店） - 1973年4月開店、2015年5月閉店。大分市三芳2037−1
- アテオ岩田町店（旧名：トキハインダストリー岩田町店） - 1976年4月開店、2017年3月閉店。大分市岩田町3－26－1
- 南大分センター ‐ 1972年12月[* 1]開店　2018年8月26日閉店　建て壊され、跡地にトキハインダストリー南大分店が開店した。　大分市田中町2－4−18

1. ↑  南大分センター開業日。南大分店は2019年7月。

#### 別府市
- 荘園店 - 開店時期不明、1990年頃閉店。マンション1階。現在は貸し店舗（空き家）。
- 光町店 - 開店時期不明、1995年閉店。跡地にビッグフレッシュ光町店が入居していたが2005年に閉店。
- 鶴見が丘店 - 1976年4月開店、2007年閉店。別府市一号店。借地権終了。老朽化のため撤退。解体され売場部分はコンビニエンスストア、平面駐車場はマンションとなった。別府市鶴見2784−1
- アテオ石垣店 - 1991年11月開店、2011年8月31日閉店。解体されファミリーマートに。別府市石垣西7－4−15
- アテオ上人店（旧名：トキハインダストリー上人店） - 上人仲町。1973年12月開店、2014年8月27日閉店。GMS時代に衣料品売場だった2階には手芸店が入居。別府市上人仲町2－11

#### 大分市、別府市以外の店舗
- エスパ日出町店　1976年8月24日[13]開店、　2015年5月15日閉店　2015年6月、BiVi日出に移転　現在、遊休地状態となっている。　速見郡日出町3069

## 商品・サービス
- AJSのプライベートブランドである「くらし良好」商品の他、食料品に限り、トキハインダストリー独自のブランドとして「だからおいしい」商品の取り扱いも行う[20]。
- 2010年6月1日にネットスーパー事業に参入している。配送地域は大分県内全域で、発送はあけのアクロスタウンが担当[21][22]。
- トキハ双葉会会員証カードが全店で使用可能である[23]。また、2013年9月以降、ポイントサービス"TOKIPO"導入開始に伴い、電子マネー機能付きプリペイドカード"RUCCHA!"（ルッチャ）を発行している[24]。詳細はトキハ#電子マネー参照。
- アテオでは、auWALLETプリペイドカードでの約定（決済）は、不可となっている。[要出典]
- トキハ本店・別府店同様、夕刻にはアルバート・ケテルビー「ペルシャの市場にて」を店内放送で使用する。